# 佐渡の車田植
佐渡の車田植（さどのくるまだうえ）は、新潟県佐渡市（旧・両津市）大字北鵜島の習俗である。国の重要無形民俗文化財に指定されている。

## 概要

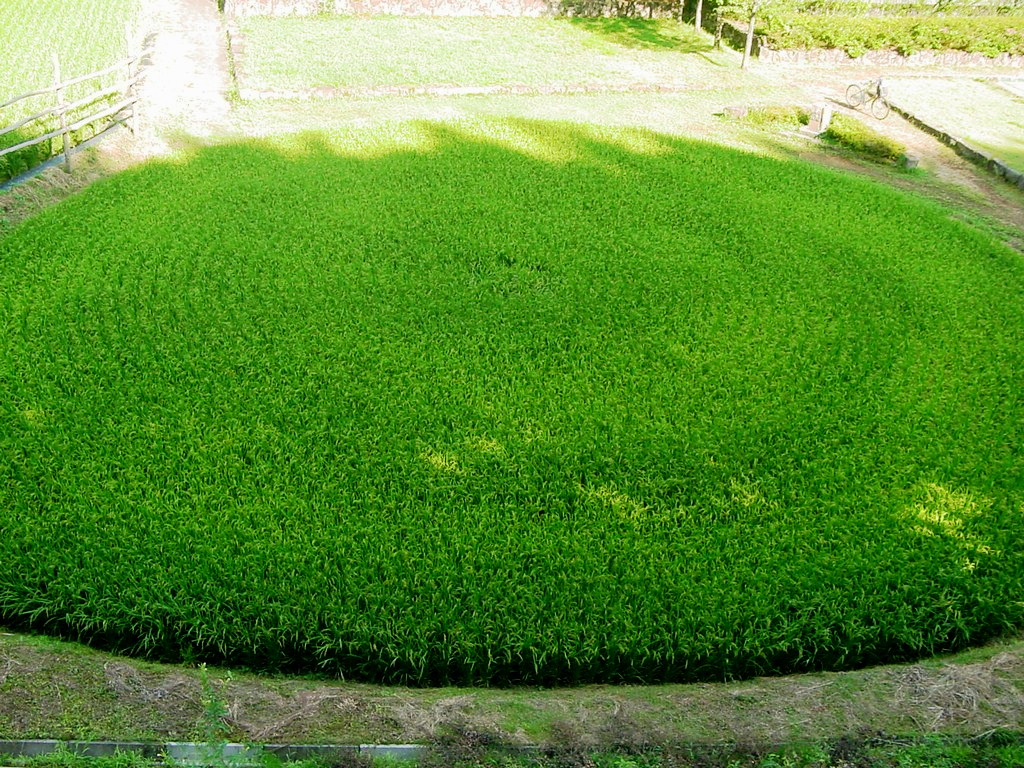
高山市の車田

佐渡の車田植は、新潟県佐渡市北鵜島の北村佐市方に残る習俗である。車田植の習俗は日本全国に、ここのほかには岐阜県高山市松之木町のわずか2か所しか残っておらず、北鵜島の車田植は奈良時代の田植え神事を残す日本唯一の農耕行事である（近年、奈良県や三重県に新しく作られた車田植もある）
神に豊作を祈るために始まったとされる。北村家の田植えは、田の水口にある神さん田（かみさんだ）から始まり、末広がりで縁起のよい鐘形の車田での車田植でしまいとなる。
オーストリアの民族学者アレクサンダー・スラヴィクは、1947年と1954年の論文で「車田」を取り上げ、ヨーロッパの広範囲に分布している「車刈り」の慣習と比較し、豊穣を願う呪術と何らかの関係があるのではないか、と考えている。

## 車田植
車田植は、田植えじまいになされる習わしで、田植えをする早朝に苗代田から苗3束を迎え、握り飯を供えて田の神を祀った後その苗を田主が車田へ運び、田面へ御神酒を注いで田植えが行われる。田主から3人の早乙女に各1束ずつの苗が手渡され、畦の三方から田の中央へ進んだ3人の早乙女が、半束を田の中心に寄せ合わせるように植えた後、車状に外側へと後ずさりしながら順次植え付けていく。

## 重要無形民俗文化財
田植えに際して畦では田植歌が歌われること、稲刈り、乾燥、籾すりなどが、他の田と区別してなされることなど、古い農耕の習俗を示す例として重要なものであり、国の重要無形民俗文化財に指定されている。

## 継承問題
古い形態を伝える田植習俗は絶滅の危機に瀕しているが、この車田植も、北村家の後継者不在や早乙女役の高齢化、地区の過疎化などにより、絶滅が危ぶまれている。